# Neuer Markt (Wien)

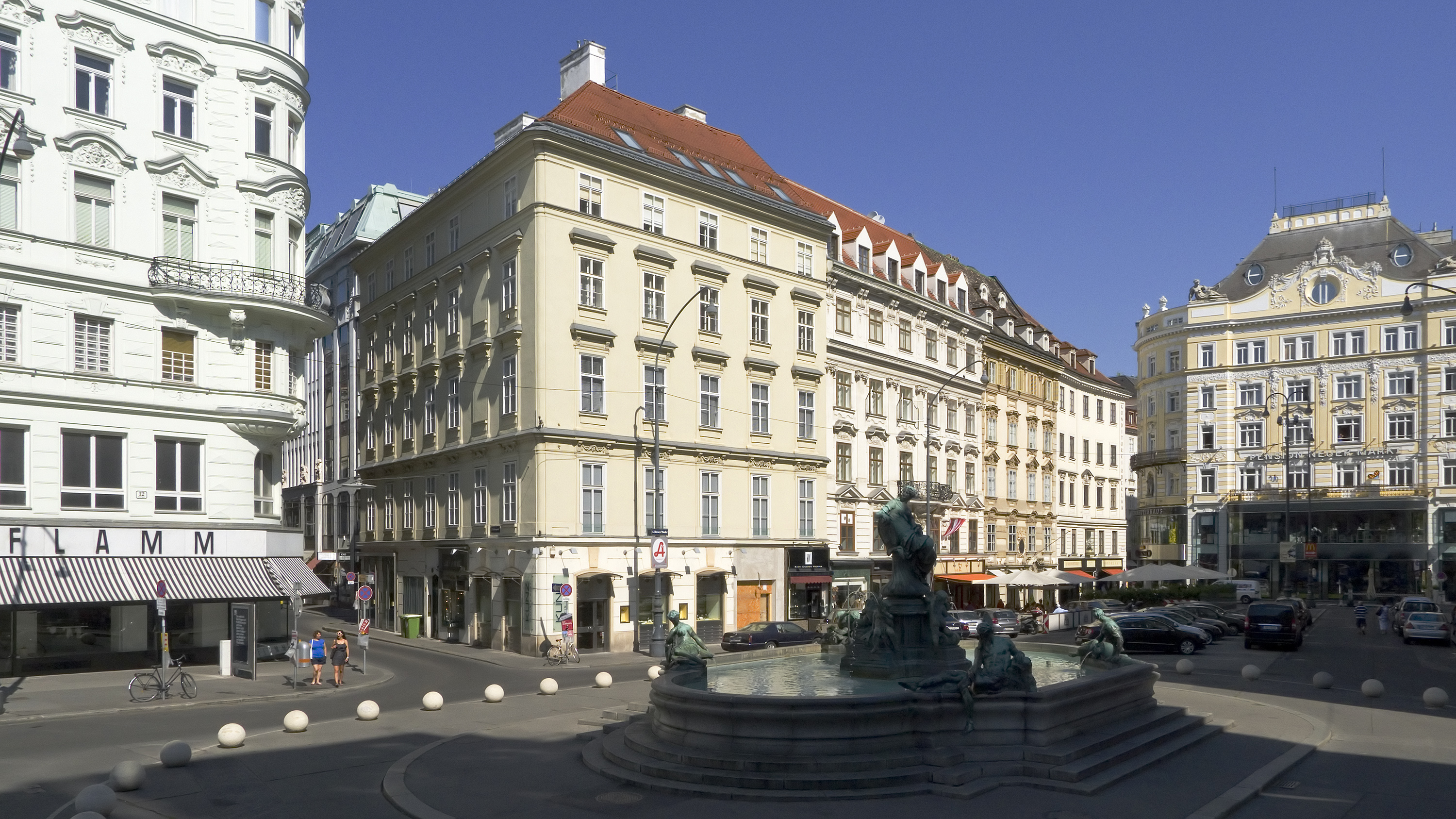
Der Neue Markt

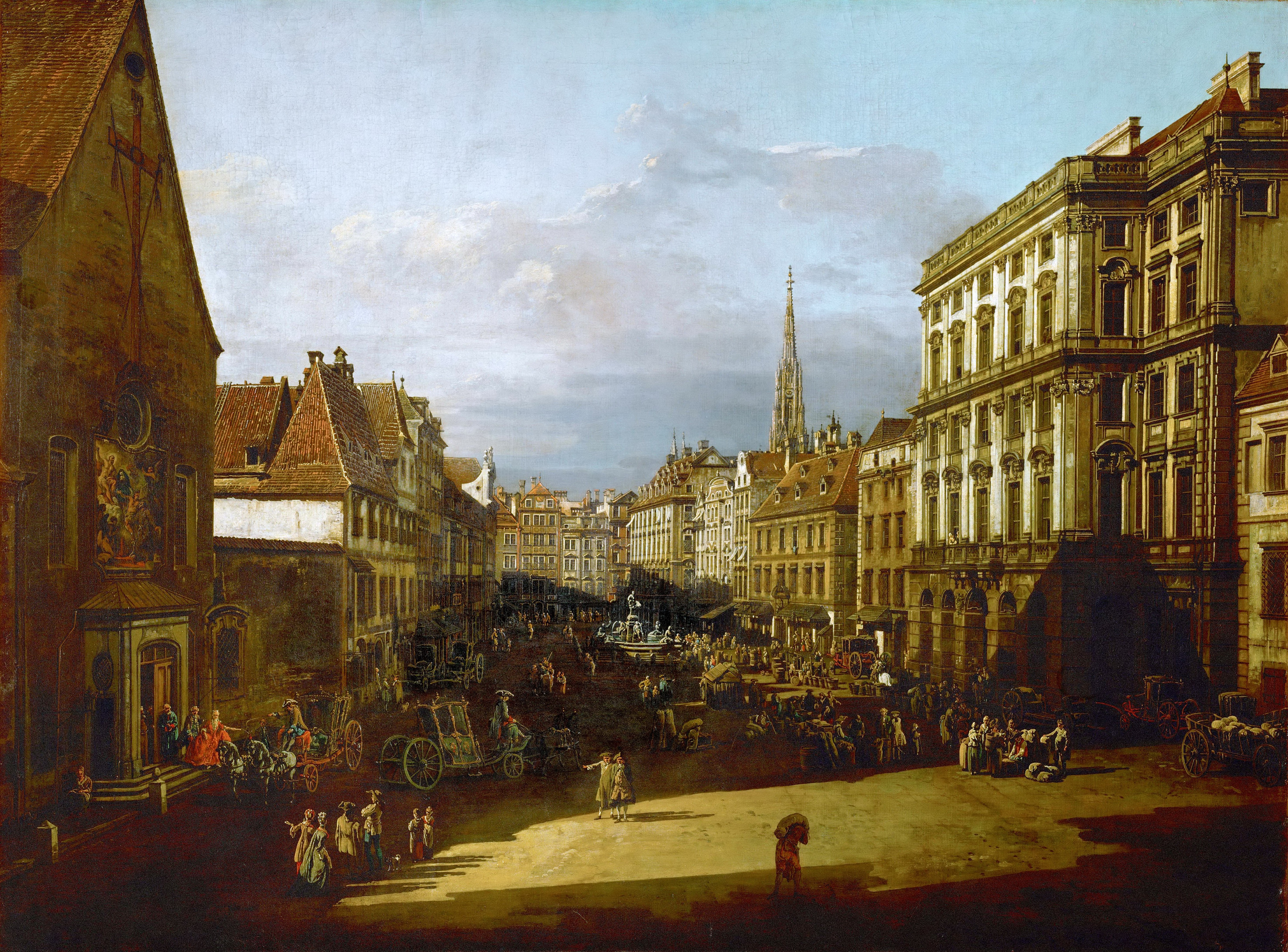
Ansicht vom Mehlmarkt von Südwest Richtung Nordost gesehen (Canaletto, 1760)

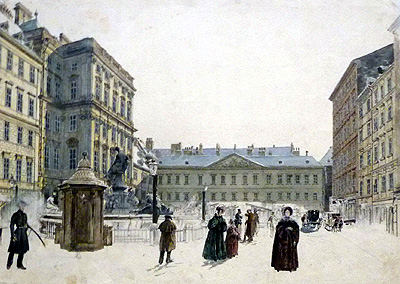
Neuer Markt Richtung Süden. Im Hintergrund das Palais Schwarzenberg (1832)

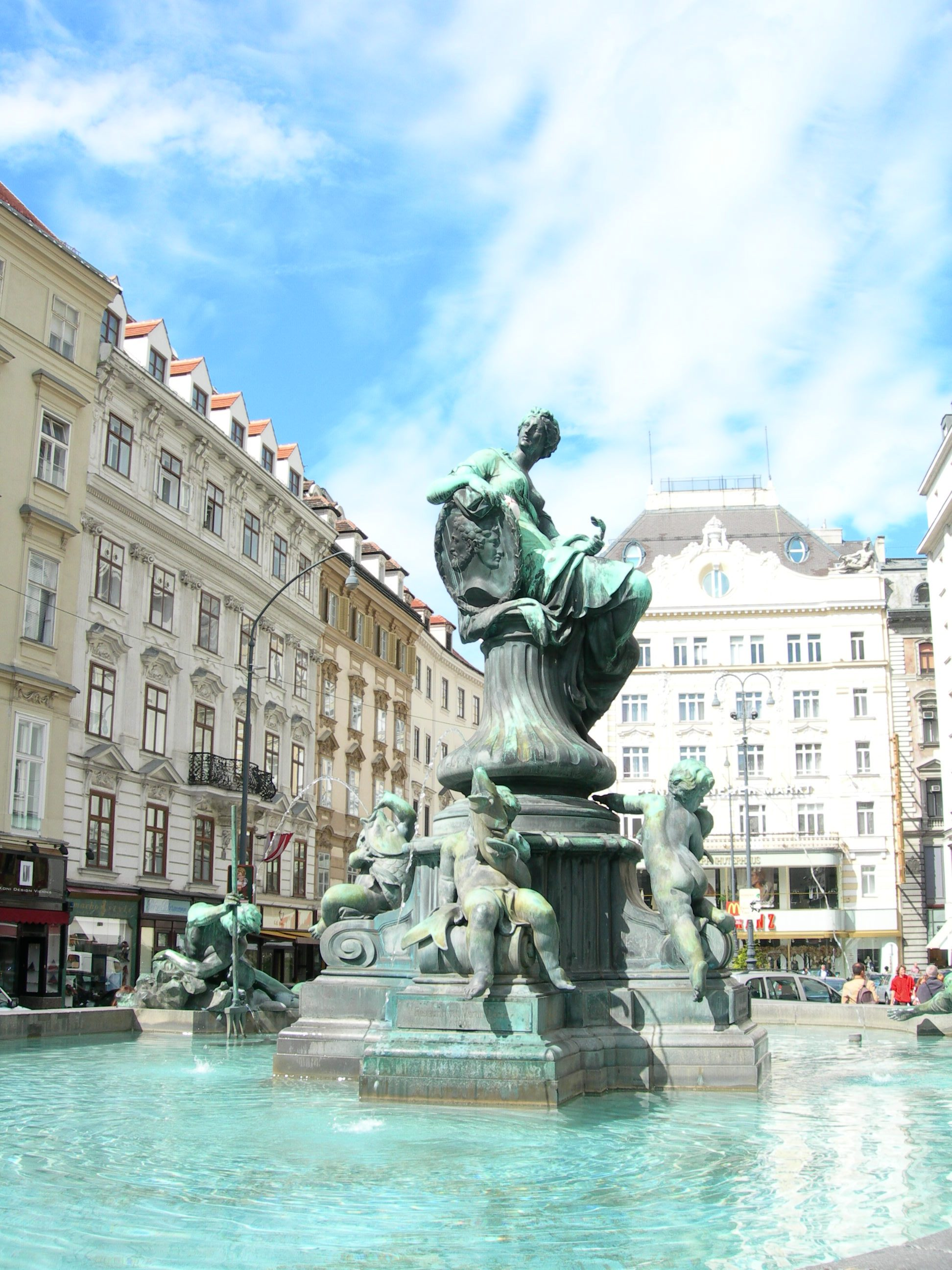
Donnerbrunnen in der Mitte des Neuen Markts (2006)

Der Neue Markt (auch: Mehlmarkt) ist einer der ältesten Plätze Wiens. Er befindet sich westlich der Kärntner Straße inmitten der Altstadt des 1. Wiener Gemeindebezirks Innere Stadt und hat eine längliche, beinahe rechteckige Grundform. In der Platzmitte steht der Donnerbrunnen. Die Gebäude haben den Charakter von repräsentativen Bürgerhäusern.

## Geschichte
Als im Mittelalter der Hohe Markt nicht mehr zur Versorgung der Wiener Bevölkerung ausreichte, wurde der Neue Markt geschaffen, der als nuiwe market oder novum forum im Jahr 1234 erstmals erwähnt wurde. Da hier bis zum 19. Jahrhundert auch mit Mehl und Getreide gehandelt wurde, trug der Platz den inoffiziellen Namen Mehlmarkt, der sich bis ins 20. Jahrhundert hielt. Im Zweiten Weltkrieg wurde der Platz schwer beschädigt, etliche Bauwerke verschwanden und wurden durch moderne Bauten ersetzt.

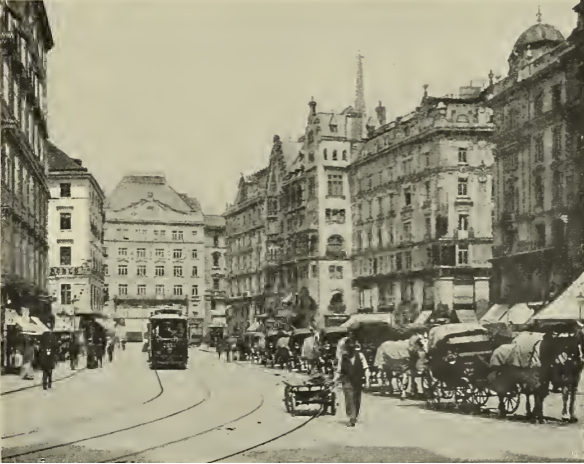
Neuer Markt mit Straßenbahn um 1900

In der ersten Hälfte des 20. Jahrhunderts befand sich am Neuen Markt eine Endstelle der Straßenbahn. 1942 wurde die Endstation der Linie 58 an die Ringstraße verlegt, 1948 erfolgte die Auflassung des zum Neuen Markt führenden Streckenabschnittes.

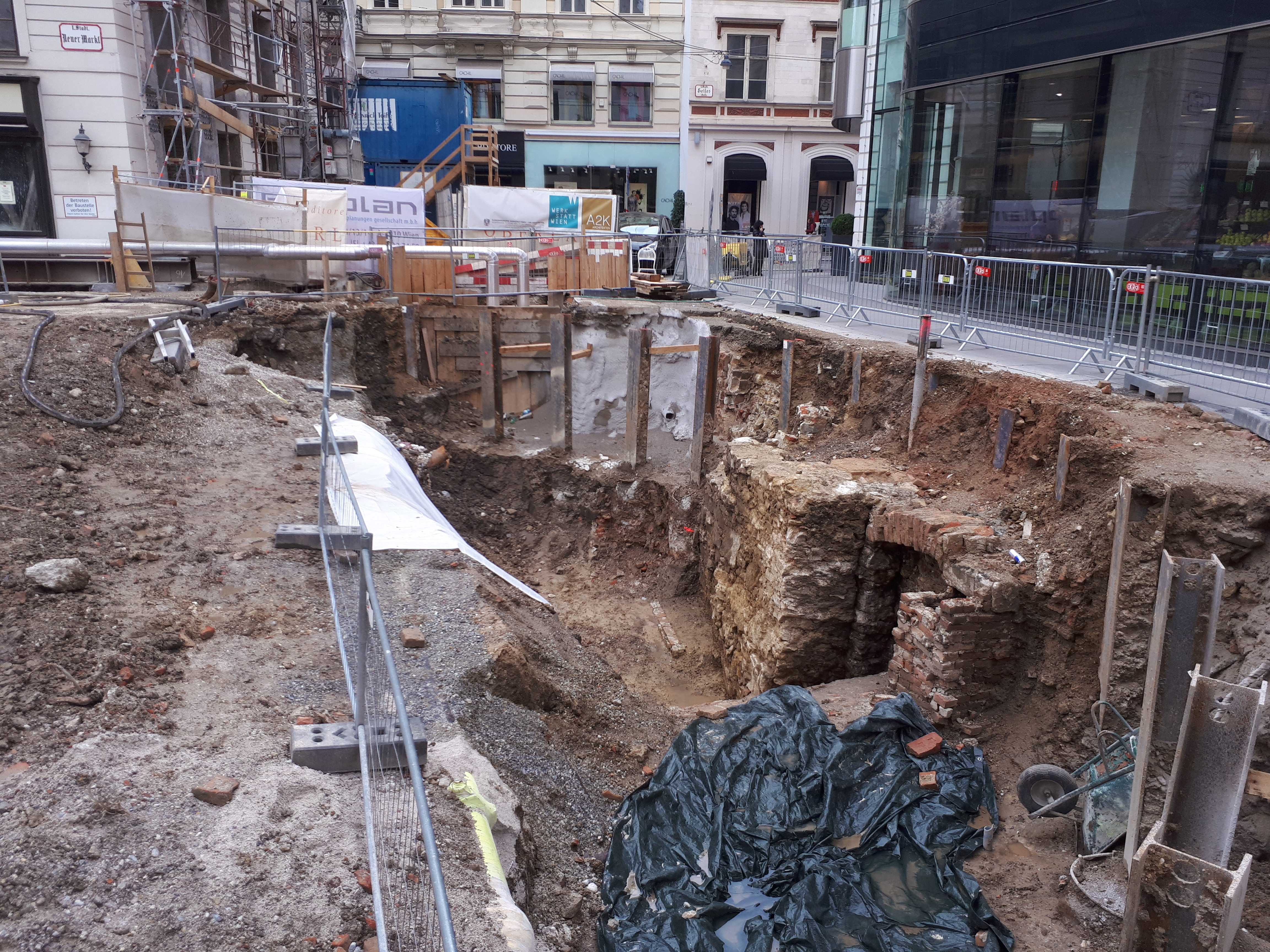
Archäologische Ausgrabungen am Neuen Markt im Rahmen der Bauarbeiten für eine Tiefgarage

Am 7. Jänner 2019 begannen großangelegte Bauarbeiten für eine Tiefgarage am Neuen Markt, was zu einer vollständigen Absperrung des Platzes führte. Dabei wurden mehrere Gräber aus der Römerzeit entdeckt.

## Bauwerke
Der Donnerbrunnen in der Mitte des Platzes wurde 1739 von Georg Raphael Donner geschaffen. Sein eigentlicher Name ist Providentiabrunnen, er ist auch als Mehlmarktbrunnen bekannt. Die Bronzeskulpturen sind Kopien, die Originale befinden sich im Wien Museum. Nach dem Bildhauer wurde die kurze Donnergasse benannt, die den Neuen Markt mit der Kärntner Straße verbindet.
Das bekannteste Gebäude am Neuen Markt ist die 1632 fertiggestellte Kapuzinerkirche. Unter ihr befindet sich mit der Kapuzinergruft die Ruhestätte der Habsburger.
An der Adresse Neuer Markt 2 stand das 1897 errichtete, legendäre Hotel Meissl & Schadn, in dem 1916 der sozialdemokratische Politiker Friedrich Adler den k.k. Ministerpräsidenten Karl Graf Stürgkh erschoss. Das Gebäude wurde im Zweiten Weltkrieg schwer beschädigt, abgerissen und durch einen Neubau ersetzt. Oberhalb des Restaurants befindet sich ein Sgraffito mit ländlichen Tätigkeiten, das 1957 von Prof. Heinrich Ebner aufgebracht wurde.
Das Hotel Ambassador (ursprünglicher Name: Hotel Krantz, danach: Krantz-Ambassador, nach dem Gründer Josef Krantz, eröffnet 1898) am Neuen Markt 5 wurde 1897 nach Entwürfen der Architekten Kupka und Orglmeister errichtet. An dieser Stelle befand sich im Mittelalter das städtische Mehldepot, die sogenannte Mehlgrube. Das Hotel hat auch noch einen Eingang von der Kärntner Straße (Nummer 22).
Am südlichen Ende des Neuen Marktes befand sich das Anfang des 18. Jahrhunderts nach Plänen von Joseph Emanuel Fischer von Erlach errichtete Palais Schwarzenberg. 1894 wurde das Palais abgerissen und durch ertragskräftige Zinshäuser ersetzt.

An der Adresse Neuer Markt 10–11 befindet sich das für die Gebrüder Wild, eine ehemalige traditionsreiche Delikatessenhandlung, 1897 gebaute Haus. Architekt war Arnold Heymann, der das Bauwerk im Baustil der deutschen Renaissance mit einer Fassade der „altdeutschen Periode“ errichtete. Es zählt als sein bekanntestes Werk aus dieser seiner Schaffenszeit. Zwischenzeitlich befindet sich anstelle des Feinkostgeschäftes seit einigen Jahren ein Restaurant mit wechselnden Besitzern in dem Haus.
Das sogenannte Mayseder-Haus am Neuen Markt 15 ist mit Baujahr 1548 eines der ältesten Häuser am Platz. Hier befindet sich das Geschäftslokal des traditionsreichen Juweliers A. E. Köchert.
Das barock instrumentierte und von der Wiener Secession inspirierte Herrnhuterhaus wurde im Jahre 1900/01 von Karl und Julius Mayreder erbaut. Seinen Namen erhielt es von dem hier seit 1797 ansässig gewesenen Leinwandgeschäft »zum Herrnhüter«. Eine Statue von einem Mann mit Hut und Schild bezeugt den Namen. Das Bekleidungsunternehmen Fürnkranz befand sich in dem Haus bis 2009. Das Innere wurde saniert; seit 2010 befindet sich in den unteren Etagen nun ein Billa Corso genannter Flagshipstore der Lebensmittelkette Billa.
Unter Denkmalschutz stehen das Marco-d´Aviano-Denkmal, der Donnerbrunnen, die Häuser 10–11, 12, 13, 14 und 15, sowie der Wohn- und Geschäftshauskomplex bestehend aus vier Häusern mit der Hausnummer 8.